# Volleybalclub Maaseik 2021-2022
Questa voce raccoglie le informazioni riguardanti il Volleybalclub Maaseik nelle competizioni ufficiali della stagione 2021-2022.

## Organigramma societario
Area direttiva
- Presidente: Raad van Beheer
- Team manager: Ivo Rutten

Area tecnica
- Allenatore: Joel Banks (fino a febbraio 2022), Fulvio Bertini (da febbraio 2022)
- Allenatore in seconda: Ivan Janssen, Tim Rutten
- Scout man: Guy Schroyen

Area sanitaria
- Medico: Enrico Neven, Vik Corstjens
- Fisioterapista: Luc Beesmans
- Preparatore atletico: Steven Opsteijn

## Rosa
| N° | Nome                    | Ruolo | Data di nascita   | Nazionalità sportiva |
| -- | ----------------------- | ----- | ----------------- | -------------------- |
| 1  | Henri Treial            | C     | 28 maggio 1992    | Estonia              |
| 2  | Ferre Reggers           | O     | 18 luglio 2003    | Belgio               |
| 3  | Jan Martínez            | S     | 28 gennaio 1998   | Argentina            |
| 4  | Liam McCluskey          | P     | 16 gennaio 2002   | Belgio               |
| 6  | Gilles Lomba            | S     | 18 agosto 1997    | Francia              |
| 8  | Lazar Ćirović           | S     | 26 febbraio 1992  | Serbia               |
| 9  | Veeti Nikkinen          | S     | 30 maggio 2002    | Finlandia            |
| 10 | Jolan Cox               | O     | 12 luglio 1991    | Belgio               |
| 11 | Martin Perin            | L     | 22 novembre 2002  | Belgio               |
| 12 | Renet Vanker            | P     | 22 settembre 1998 | Estonia              |
| 13 | Elias Thys              | C     | 20 ottobre 1998   | Belgio               |
| 14 | Javad Karimisouchelmaei | P     | 1º marzo 1998     | Iran                 |
| 17 | Gustavo Bonatto         | C     | 2 gennaio 1986    | Brasile              |